# Sucre (bang)
Sucre (tiếng Tây Ban Nha: Sucre, đọc là Su-crê) là một bang nằm ở phía đông Venezuela. Thủ phủ của bang là thành phố Cumaná. Bang Sucre có diện tích 11.800 km² và dân số khoảng 900 nghìn người, là bang đông dân thứ 10 của Venezuela. Bang tiếp giáp với biển Caribê về phía tây bắc và phía bắc, giáp với vịnh Paria về phía đông, giáp với bang Monagas phía nam, và với bang Anzoategui về phía tây nam.

## Tên gọi
Bang được đặt theo tên người anh hùng trong cuộc chiến tranh giành độc lập của Venezuela đầu thế kỉ 19 và đồng thời cũng là một chính trị gia, nhà ngoại giao và tướng lĩnh quân sự Antonio José de Sucre.

## Phân cấp hành chính
Bang Sucre được chia thành 15 khu tự quản.

## Nhân khẩu
Theo thống kê nhân khẩu năm 2011 của Venezuela, cơ cấu chủng tộc của bang Sucre như sau:
| Chủng tộc      | %    |
| -------------- | ---- |
| Người lai      | 54,7 |
| Người da trắng | 38,5 |
| Người da đen   | 4,9  |
| Chủng tộc khác | 1,9  |